# Верую в любовь
«Верую в любовь» — советский художественный фильм, снятый режиссёром Еленой Михайловой на киностудии «Мосфильм» в 1986 году. Продолжение фильма «Парень из нашего города», вышедшего на экраны в 1942 году.
Премьера фильма состоялась 19 января 1987 года. В СССР фильм посмотрели 7,1 млн зрителей.

## Сюжет
Семья Лукониных живёт спокойной жизнью, но вскоре им приходится столкнуться с прошлыми тайнами. Оказывается, что их двое детей — Алексей и Константин — являются приёмными и были спасены во время Великой Отечественной войны. Встреча с их настоящей матерью Анной Михайловной меняет жизнь семьи навсегда.

## В ролях
- Лидия Смирнова — Варвара Луконина
- Николай Крючков — Сергей Луконин
- Любовь Соколова — Анна Михайловна
- Владимир Канделаки — Вано Гулиашвили
- Александр Голобородько — Алексей
- Валентина Титова — Елена Луконина
- Лилия Захарова — Наташа
- Алексей Поляков — Константин
- Елена Валюшкина — Ксения
- Олег Штефанко — Володя
- Вероника Изотова — Ирина
- Светлана Шершнева — Нина
- Михаил Яковлев — Андрей
- Екатерина Александрова — Катька
- И. Евдокимов — Винтик

## Музыка
В фильме звучит музыка в исполнении Государственного симфонического оркестра кинематографии СССР, дирижёр Константин Кримец.

## Критика
Работа постановщика картины Е. Михайловой грешит откровенным непрофессионализмом. «Бенефицианты» при этом оказались в более выигрышном положении, чем молодые исполнители, — помог многолетний опыт. Не подвела «саморежиссура» и в эпизодах, где разыгрывалась остродраматическая коллизия Варвары Андреевны, воспитавшей двух приёмных сыновей, и их родной матери (Л. Соколова), потерявшей детей в годы войны. Чувства женщин переданы актрисами как глубоко личные, трагически пережитые… По-прежнему мудр и светел в исполнении В. Канделаки образ Вано — преданного друга семьи Лукониных.

Значительно труднее было артистам А. Голобородько, В. Титовой, Л. Захаровой, В. Изотовой, М. Яковлеву, Е. Валюшкиной. Каждому из них приходилось действовать на свой страх и риск, обыгрывая не слишком впечатляюще подброшенные сценарием любовные неурядицы и всякие встречи-расставания. В лиро-эпической саге о семье Лукониных предстояло совместить два жизненных пласта — прошлое и настоящее. Но фрагменты из фильма «Парень из нашего города» так и не вписались в изображение сегодняшнего дня героев. Почему? Дело, конечно, не в плёнке — некогда чёрно-белой, а ныне цветной. Эпизоды из не постаревшего фильма Александра Столпера и Бориса Иванова опровергают эстетику нынешней картины.
— Одиссей Якубович, журнал «Советский экран», 1987 год